# Ottawa Race Weekend
La Ottawa Race Week è un evento sportivo, organizzato dal Run Ottawa Club, che si tiene annualmente nella città di Ottawa, in Canada, per la durata di quattro giorni, due dei quali dedicati a corsi, conferenze e convegni, seguiti da due giorni di gare.
Il programma delle corse include gare di 2, 5 e 10 km, mezza maratona e maratona. Quest'ultima, che prende il nome di National Capital Marathon (o maratona di Ottawa) si corre l'ultimo giorno. Oltre alle distanze sopracitate, sono previste anche una corsa di 1,2 km per i bambini e la maratona per i disabili in carrozzina.
La prima edizione di questo evento ebbe luogo nel 1975.